# Phil Ivey
Phillip Dennis „Phil“ Ivey Jr. (* 1. Februar 1977 in Riverside, Kalifornien) ist ein professioneller US-amerikanischer Pokerspieler.
Ivey ist einer der bekanntesten und besten Pokerspieler der Welt. Er gewann zwischen 2000 und 2014 zehn Bracelets bei der World Series of Poker, mit Phil Hellmuth konnte nur ein Spieler mehr Titel bei der prestigeträchtigsten Turnierserie gewinnen. Darüber hinaus war Ivey 2008 beim Main Event der World Poker Tour in Los Angeles sowie 2012, 2014 und 2015 dreimal bei der A$250.000 Challenge der Aussie Millions Poker Championship in Melbourne siegreich und entschied zahlreiche weitere hochdotierte Events für sich. Bei Live-Turnieren hat sich der Amerikaner mehr als 41 Millionen US-Dollar erspielt und steht damit auf Platz 11 der erfolgreichsten Pokerspieler nach Turnierpreisgeldern, wobei er zeitweise auf dem ersten Platz lag. Ivey ist seit 2017 Mitglied der Poker Hall of Fame und wurde im Juni 2019 als einer der 50 besten Spieler der Pokergeschichte genannt.

## Persönliches
Ivey wuchs im US-Bundesstaat New Jersey auf und feilte an seinen Fähigkeiten im Poker bei Spielen gegen seine Kollegen bei einer Telemarketing-Firma in New Brunswick in den späten 1990er-Jahren. Es stellte sich heraus, dass Ivey nicht nur ein guter Verkäufer, sondern auch ein talentierter Kartenspieler war.
Ivey ist ein Fan der Los Angeles Lakers und der Houston Rockets und trägt oft Basketball-Trikots. Bei der WSOP 2003 trug er das Trikot des Spielers Steve Francis, als er den zehnten Platz erreichte. Iveys Hobbys sind Videospiele, das Abschließen von Nebenwetten und Golf. Er war Mitglied des Design-Teams der Onlinepokerplattform Full Tilt Poker.
Ivey lebte mit seiner Frau in Las Vegas. Er scherzte oft darüber, dass er niedergeschlagen nach Hause kommt, nachdem er tausende US-Dollar in Geldspielen verloren hat, um seine Ex-Frau (geschieden seit Dezember 2009) trösten zu müssen, die Kleinstbeträge im Onlinepoker verloren hat, während er weg war. Zwischen 2009 und 2011 lieh sich Ivey fast 11 Millionen Euro von Full Tilt Poker in Form von Krediten.
Im Jahr 2012 gewann Ivey eine Summe von 10 Millionen US-Dollar beim „Punto Banco Baccarat“ im Borgata Hotel Casino & Spa in Atlantic City. Daraufhin brach ein Rechtsstreit aus, bei welchem das Borgata Hotel das Geld zurückverlangte, weil Ivey Betrug zur Last gelegt wurde. Letzten Endes gewann das Borgata Casino im Dezember 2016 den Rechtsstreit und Ivey war dazu verpflichtet, die Summe zurückzuzahlen.

## Pokerkarriere

### Turnierpoker

#### World Series of Poker
Auch wenn sich Ivey mittlerweile weniger auf Turniere, sondern mehr auf Cash Games konzentriert, ist er ein überaus erfolgreicher Turnierspieler. So gewann er 2002 drei Bracelets bei der World Series of Poker am Las Vegas Strip und zog in der Kategorie der meisten Siege in einem Jahr mit Phil Hellmuth und Ted Forrest gleich.
Ivey gewann bei der WSOP 2000 und 2005 Bracelets in der Variante Pot Limit Omaha. Zusätzlich zu seinen zehn Bracelets war Ivey beim Main Event sehr erfolgreich. Von 2002 bis 2005 war er dreimal unter den besten 25, wobei die Zahl der Teilnehmer von Jahr zu Jahr wuchs. Beim Main Event 2002 erreichte Ivey den 23. Platz, im Jahr 2003 den zehnten und 2005 den 20. Platz. Sein sechstes und siebtes Bracelet sicherte sich Ivey bei der WSOP 2009, als er sich im achten Event, Deuce to Seven Single Draw für 96.361 US-Dollar und bei Event #25, Omaha/Seven Card Stud HL/8 or Better für 220.538 US-Dollar Siegprämie durchsetzte. Damit rangierte er zu diesem Zeitpunkt in der Liste der mehrfachen Braceletgewinner mit 32 Jahren bereits auf Rang fünf zusammen mit Erik Seidel.
Beim Main Event 2009 erreichte Ivey den Final Table und gehörte zur November Nine. Dort belegte er den siebten Platz und erhielt ein Preisgeld von mehr als 1,4 Millionen US-Dollar.
Bei der WSOP 2010 gewann Ivey sein achtes Bracelet in Event 37, dem 3000 $ H.O.R.S.E. Seit 2013 werden auch außerhalb von Amerika und Europa WSOP-Turniere durchgeführt. Bei der seit 2013 stattfindenden World Series of Poker Asia Pacific gewann Ivey im April 2013 das $2200 Mixed gegen 80 andere Spieler und sicherte sich so 51.840 Australische Dollar sowie sein neuntes Bracelet. Sein zehntes und vorerst letztes Bracelet gewann Ivey im Juni 2014, als er sich im 1500 $ 8-Game Mix gegen 484 weitere Spieler durchsetzte. Lediglich Phil Hellmuth gewann mehr Bracelets als Ivey.

#### Sonstige Turniere

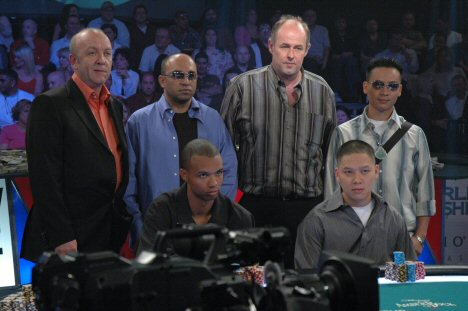
Ivey (unten links) am WPT-Finaltisch (2005)

Am 20. November 2005 gewann Ivey den mit einer Million US-Dollar dotierten Hauptpreis der Monte Carlo Millions. Nur fünf Tage später, am 25. November 2005, gewann er den Hauptpreis von 600.000 US-Dollar bei einem Turnier, das von FullTiltPoker.com veranstaltet und live aus Monte-Carlo übertragen wurde. Die anderen sechs Spieler waren Mike Matusow, Phil Hellmuth, Gus Hansen, Chris Ferguson, Dave Ulliott und John Juanda. Beim Main Event der European Poker Tour saß Ivey einmal am Finaltisch: Mitte September 2006 wurde er in Barcelona Zweiter und erhielt ein Preisgeld von 371.000 Euro. Beim Main Event der World Poker Tour erreichte Ivey neunmal den Finaltisch. Bei den Poker Classics im Februar 2008 in Los Angeles gewann er seinen bisher einzigen WPT-Titel und eine Siegprämie von knapp 1,6 Millionen US-Dollar. Bei der Aussie Millions Poker Championship in Melbourne belegte er Mitte Januar 2010 hinter Dan Shak den zweiten Platz bei der A$100.000 Challenge für 600.000 Australische Dollar, womit Ivey in der Geldrangliste vorübergehend den ersten Platz übernahm. An gleicher Stelle gewann er in den Jahren 2012, 2014 und 2015 dreimal die A$250.000 Challenge. Diese Erfolge brachten ihm Preisgelder von über acht Millionen Australischen Dollar ein. Anfang September 2012 wurde Ivey bei einem Super High Roller in Macau Achter für umgerechnet über 800.000 US-Dollar. Im Januar 2016 erhielt er für seinen fünften Platz bei einem Event der Triton Poker Series auf den Philippinen umgerechnet rund 650.000 US-Dollar. Nachdem er im Anschluss über zwei Jahre keine Geldplatzierung erreicht hatte, gewann Ivey Mitte Mai 2018 im montenegrinischen Budva das Auftaktturnier der Triton Series, ein Event in Short Deck Ante-Only, mit einer Siegprämie von umgerechnet über 600.000 US-Dollar. An gleicher Stelle belegte er fünf Tage später bei einem Turnier der gleichen Variante den dritten Platz für ein Preisgeld von umgerechnet mehr als 1,6 Millionen US-Dollar. Im Oktober 2019 wurde Ivey bei einem 100.000 Euro teuren Short Deck Super High Roller im King’s Resort in Rozvadov Zweiter und sicherte sich knapp 830.000 Euro. Bei der partypoker Live Millions Super High Roller Series in Sotschi erzielte er im März 2020 vier Geldplatzierungen. Dabei sicherte er sich sein höchstes Preisgeld von mehr als 850.000 US-Dollar für den Sieg im siebten Event.
Am 22. Juli 2017 wurde Ivey in die Poker Hall of Fame aufgenommen. Im Rahmen der 50. Austragung der World Series of Poker wurde er im Juni 2019 als einer der 50 besten Spieler der Pokergeschichte genannt. Anfang März 2023 wurde der Amerikaner bei den Global Poker Awards als „Comeback Player“ ausgezeichnet.
Darüber hinaus gilt er als Cash-Game-Experte. Online spielt Ivey auf der Plattform PokerStars unter dem Nickname RaiseOnce.

### Preisgeldübersicht
Ivey ist mit erspielten Preisgeldern von über 41 Millionen US-Dollar der elfterfolgreichste Pokerspieler. In der Hendon Mob Poker Database, die weltweite Turnierergebnisse aller Pokerspieler erfasst, wurde nur das Profil von Daniel Negreanu häufiger abgerufen.
| Jahr   | Preisgeld (in $) | Turniersiege |
| ------ | ---------------- | ------------ |
| 1998   | 1.000            | 1            |
| 1999   | 0                | 0            |
| 2000   | 348.388          | 3            |
| 2001   | 141.660          | 0            |
| 2002   | 656.966          | 7            |
| 2003   | 852.135          | 2            |
| 2004   | 723.940          | 1            |
| 2005   | 3.733.426        | 3            |
| 2006   | 1.373.364        | 0            |
| 2007   | 578.928          | 2            |
| 2008   | 2.025.042        | 1            |
| 2009   | 1.801.863        | 2            |
| 2010   | 1.623.230        | 3            |
| 2011   | 0                | 0            |
| 2012   | 3.657.531        | 1            |
| 2013   | 151.892          | 1            |
| 2014   | 3.787.707        | 2            |
| 2015   | 1.742.459        | 1            |
| 2016   | 656.500          | 0            |
| 2017   | 0                | 0            |
| 2018   | 2.411.252        | 1            |
| 2019   | 3.417.095        | 0            |
| 2020   | 1.693.550        | 1            |
| 2021   | 954.000          | 1            |
| 2022   | 5.949.939        | 3            |
| 2023   | 2.891.178        | 2            |
| 2024   | 0                | 0            |
| gesamt | 41.173.045       | 38           |

### Braceletübersicht

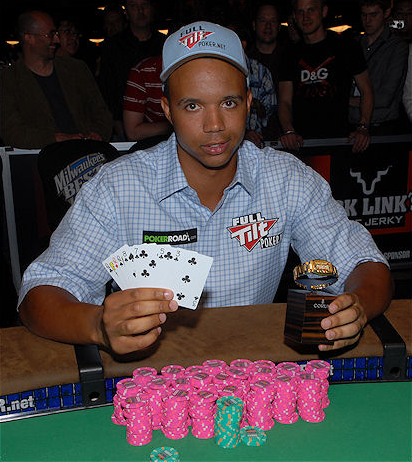
Ivey bei der WSOP 2009

Ivey kam bei der WSOP 79-mal ins Geld und gewann elf Bracelets:
| Jahr   | Buy-in   | Turnier                              | Teilnehmer | Preisgeld   |
| ------ | -------- | ------------------------------------ | ---------- | ----------- |
| 2000 A | 2500 $   | Pot Limit Omaha                      | 100        | 195.000 $   |
| 2002 A | 1500 $   | Limit 7 Card Stud                    | 253        | 132.000 $   |
| 2002 A | 2500 $   | Limit 7 Card Stud Hi-Lo              | 126        | 118.440 $   |
| 2002 A | 2000 $   | Limit S.H.O.E                        | 143        | 107.540 $   |
| 2005 A | 5000 $   | Pot Limit Omaha                      | 134        | 635.603 $   |
| 2009 A | 2500 $   | Deuce to Seven Draw Lowball          | 147        | 096.367 $   |
| 2009 A | 2500 $   | Omaha/Seven Card Stud HL/8 or Better | 376        | 220.538 $   |
| 2010 A | 3000 $   | H.O.R.S.E.                           | 478        | 329.840 $   |
| 2013 A | A2200 A$ | Mixed Event                          | 081        | A051.840 A$ |
| 2014 A | 1500 $   | Eight Game Mix                       | 485        | 166.986 $   |

### Cash Games
Ivey ist ein regelmäßiger Teilnehmer beim gemischten 4000/8000-$-Spiel im Hotel Bellagio am Las Vegas Strip, das oft als The Big Game bezeichnet wird. Im Februar 2006 spielte er Limit Texas Hold’em gegen den texanischen Milliardär Andrew Beal mit Einsätzen von 50.000 US-Dollar und 100.000 US-Dollar. Dabei gewann Ivey in drei Tagen insgesamt 16 Millionen US-Dollar und spielte für die „Corporation“, eine Gruppe von professionellen Pokerspielern, die ihr Geld zusammenlegten, um nacheinander gegen Beal zu spielen. Am Anfang des gleichen Monats hatte Beal von der Corporation 10 Millionen US-Dollar gewonnen. Nachdem er gegen Ivey verloren hatte, erklärte Beal (nicht zum ersten Mal), dass er das Pokerspiel aufgeben werde.